# كولد سبرينغ
كولد سبيرينغ (بالإنجليزية: Cold Spring)‏ هي مدينة في مقاطعة ستيرنز، مينيسوتا، الولايات المتحدة الأمريكية. بلغ عدد السكان 4,025 في تعداد عام 2010. وهي جزء من منطقة سانت كلاود العمرانية الإحصائية.
جذبت المدينة الاهتمام على مستوى البلاد في 24 سبتمبر 2003 عندما قام الطالب جيسون ماكلوفلين ابن 15 عاما بإطلاق الرصاص على اثنين من زملائه في ثانوية روكوري.

## التركيبة السكانية
قام مكتب تعداد الولايات المتحدة بتحديد بيانات التركيبة السكانية لكولد سبرينغفي تعداد الولايات المتحدة. في ما يلي، التركيبة السكانية حسب تعدادي 2000 و2010.

### تعداد عام 2000
بلغ عدد سكان كولد سبرينغ 2,975 نسمة بحسب تعداد عام 2000، وبلغ عدد الأسر 1,116 أسرة وعدد العائلات 785 عائلة مقيمة في المدينة. في حين سجلت الكثافة السكانية 1,431.1 نسمة لكل ميل مربع (552.6/كم2). وبلغ عدد الوحدات السكنية 1,145 وحدة بمتوسط كثافة قدره 550.8 نسمة لكل ميل مربع (212.7/كم2).
وتوزع التركيب العرقي للمدينة بنسبة 98.39% من البيض و 0.07% من الأمريكيين الأصليين و 0.20% من الأمريكيين ذوي الأصول الآسيوية و 0.20% من الأمريكيين الأفارقة و 0.44% من عرقين مختلطين أو أكثر.
بلغ عدد الأسر 1,116 أسرة كانت نسبة 36.9% منها لديها أطفال تحت سن الثامنة عشر تعيش معهم، وبلغت نسبة الأزواج القاطنين مع بعضهم البعض 58.1% من أصل المجموع الكلي للأسر، ونسبة 8.6% من الأسر كان لديها معيلات من الإناث دون وجود شريك، وكانت نسبة 29.6% من غير العائلات. تألفت نسبة 26.3% من أصل جميع الأسر من أفراد ونسبة 16.6% كانوا يعيش معهم شخص وحيد يبلغ من العمر 65 عاماً فما فوق. وبلغ متوسط حجم الأسرة المعيشية 3.11، أما متوسط حجم العائلات فبلغ 2.56.
بلغ العمر الوسطي للسكان 37 عاماً. وكانت نسبة 27.8% من القاطنين تحت سن الثامنة عشر، وكانت نسبة 7.2% بين الثامنة عشرة والأربعة وعشرين عاماً، ونسبة 26.6% كانت واقعةً في الفئة العمرية ما بين الخامسة والعشرين والأربعة وأربعين عاماً، ونسبة 17.4% كانت ما بين الخامسة والأربعين والرابعة والستين، ونسبة 21.0% كانت ضمن فئة الخامسة والستين عاماً فما فوق. يوجد لكل 100 أنثى 89.7 ذكر، ويوجد لكل 100 أنثى في الثامنة عشر من عمرها فما فوق 84.2 ذكر.
بلغ متوسط دخل الأسرة في المدينة 37,500 دولار، أما متوسط دخل العائلة فبلغ 50,268 دولار. وكان متوسط دخل الذكور 32,225 دولار مقابل 23,500 دولار للإناث. وسجل دخل الفرد الخاص بالمدينة 18,308 دولار. وكانت نسبة 1.9% من العائلات ونسبة 3.3% من السكان تحت خط الفقر، وكان من هؤلاء نسبة 3.8% تحت سن الثامنة عشر ونسبة 6.9% في الخامسة والستين من العمر وما فوق.

### تعداد عام 2010
بلغ عدد سكان كولد سبرينغ 4,025 نسمة بحسب تعداد عام 2010، وبلغ عدد الأسر 1,549 أسرة وعدد العائلات 1,049 عائلة مقيمة في المدينة. في حين سجلت الكثافة السكانية 1,507.5 نسمة لكل ميل مربع (582.0/كم2). وبلغ عدد الوحدات السكنية 1,641 وحدة بمتوسط كثافة قدره 614.6 لكل ميل مربع (237.3/كم2).
وتوزع التركيب العرقي للمدينة بنسبة 94.2% من البيض و 0.2% من الأمريكيين الأصليين و 0.2% من الأمريكيين ذوي الأصول الآسيوية و 0.1% من سكان جزر المحيط الهادئ و 0.2% من الأمريكيين الأفارقة و 1.0% من عرقين مختلطين أو أكثر.
بلغ عدد الأسر 1,549 أسرة كانت نسبة 36.6% منها لديها أطفال تحت سن الثامنة عشر تعيش معهم، وبلغت نسبة الأزواج القاطنين مع بعضهم البعض 53.6% من أصل المجموع الكلي للأسر، ونسبة 10.1% من الأسر كان لديها معيلات من الإناث دون وجود شريك، بينما كانت نسبة 4.0% من الأسر لديها معيلون من الذكور دون وجود شريكة وكانت نسبة 32.3% من غير العائلات. تألفت نسبة 27.8% من أصل جميع الأسر من أفراد ونسبة 16.4% كانوا يعيش معهم شخص وحيد يبلغ من العمر 65 عاماً فما فوق. وبلغ متوسط حجم الأسرة المعيشية 3.11، أما متوسط حجم العائلات فبلغ 2.54.
بلغ العمر الوسطي للسكان 36.7 عاماً. وكانت نسبة 27.7% من القاطنين تحت سن الثامنة عشر، وكانت نسبة 6.5% بين الثامنة عشرة والأربعة وعشرين عاماً، ونسبة 26.4% كانت واقعةً في الفئة العمرية ما بين الخامسة والعشرين والأربعة وأربعين عاماً، ونسبة 20.4% كانت ما بين الخامسة والأربعين والرابعة والستين، ونسبة 19% كانت ضمن فئة الخامسة والستين عاماً فما فوق. وتوزع التركيب الجنسي للسكان بنسبة 48.3% ذكور و51.7% إناث.

## وصلات خارجية
- City of Cold Spring, MN -- Official site
- Cold Spring Record - Local newspaper
- Cold Spring Today - Local event calendar